# Nút đầu bò

Nút đầu bò

Nút đầu bò (Granny knot) là một kiểu nút rất giống với nút dẹt và nút ăn trộm. Chỗ khác là đầu thắt vòng của mỗi dây đi lên trên rồi đi xuống dưới hai sợi dây của dây kia (như kiểu đan quạt nan) chứ không ở cùng một phía (hoặc chỉ ở trên hoặc chỉ ở dưới) khi giao với hai sợi dây của dây kia.